# Chroodiscus africanus
Chroodiscus africanus är en lavart som beskrevs av R. Sant. & Lücking 1999. Chroodiscus africanus ingår i släktet Chroodiscus och familjen Thelotremataceae.   Inga underarter finns listade i Catalogue of Life.